# Albert Gaston Spinola von Bruay

Das Wappen der Spinola

Albert Gaston Spinola Graf von Bruay (* 1601 oder 1610 in Bruay-en-Artois; † 6. März 1645 nahe Jankau) war ein kaiserlicher Offizier im Dreißigjährigen Krieg. Er diente als Reitergeneral unter Ottavio Piccolomini und Matthias Gallas und stieg bis in den Rang eines Feldmarschallleutnants auf.
Im Kampf gegen die Schweden in der zweiten Hälfte des Krieges geriet er zunächst 1639 bei Chemnitz in Gefangenschaft. Drei Jahre später befehligte er in der Schlacht bei Breitenfeld auf dem rechten Flügel der Kaiserlichen. 1645 erlitt er tödliche Verwundungen in der Schlacht bei Jankau.

## Leben
Albert Gaston wurde Anfang des 17. Jahrhunderts als Sohn von Bertin Spinola von Bruay († 1618) aus der berühmten Genueser Familie Spinola im damals spanischen Artois geboren. Seine Mutter war wahrscheinlich Claire de Ligne von Arenberg (1594–1670), eine Tochter Graf Karls von Arenberg. Er hatte noch einen jüngeren Bruder namens Philippe Charles (1612–1670), der in der spanischen Flandern-Armee diente und von 1655 bis 1667 letzter spanischer Gouverneur von Lille war.
Der in den Quellen nach seinem Titel stets Bruay genannte Albert Gaston schloss sich früh der kaiserlichen Armee an. Er wird erstmals als Teil der Besatzung von Brandenburg an der Havel erwähnt, die sich am 1. Februar 1631 einer schwedischen Belagerung ergab und freien Abzug erhielt. Auf dem Rückzug von der Niederlage gegen die Schweden bei Breitenfeld wollte Bruay mit einer Abteilung Soldaten in Salzungen einziehen. Als die Stadt ihm den Einlass verweigerte, versuchte Bruay sie zunächst vergeblich durch das Abgraben des Wassers unter Druck zu setzen und verschaffte sich schließlich durch das Aufbrechen eines Stadttores Zugang.

### Aufstieg als Offizier
Im Jahr 1633 wurde Bruay Obristleutnant und Befehlshaber des kaiserlichen Regiments Alt-Sachsen von Julius Heinrich von Sachsen-Lauenburg, das unter General Heinrich von Holk in Böhmen und Sachsen stand. Im nächsten Jahr kämpfte das Regiment beim Sieg in der Schlacht bei Nördlingen, der die schwedische Machtstellung über Süd- und Mitteldeutschland brach. 1635 wurde Bruay Obrist und Inhaber des Regiments. Im Juli des Jahres hielt er sich während der Belagerung von Mainz in der Gustavsburg auf, die man von den Schweden erobert hatte, und erwartete Befehle vom kaiserlichen Oberkommandeur Matthias Gallas. Mit seinen Truppen zog Bruay anschließend unter Gallas nach Lothringen gegen die in den Krieg eingetretenen Franzosen.
Die Winterquartiere Anfang 1636 bezogen Bruays Truppen um Coburg herum. Im April zogen anderthalb Kompanien seines Regiments in der Grafschaft Schwarzburg-Sondershausen ein. Auf eine Bitte der Grafen bei Kurfürst Johann Georg von Sachsen forderte dieser die Truppen zum Abzug auf, die Anfang Mai die Grafschaft verließen, nachdem sie den Bürgern eine größere Entschädigung abgepresst hatten. In der zweiten Jahreshälfte begleitete Bruay den Frankreichfeldzug unter General Gallas ins Burgund. Von dort berichtete er im Oktober Melchior von Hatzfeldt von der Eroberung von Schloss Mirebeau-sur-Bèze. Nach dem Abbruch des Feldzugs wurde Bruay im Januar als Verstärkung in den Niederrheinisch-Westfälischen Reichskreis gesandt, wohin sich das von den Schweden bei Wittstock in Norddeutschland geschlagene Heer Hatzfelds zurückgezogen hatte.
Von Rotenburg an der Wümme aus bat er Gallas Anfang 1637, nach Flandern geschickt zu werden, weil man ihn nicht mehr in Norddeutschland brauche. Stattdessen wurde sein Regiment im April nach Thüringen geschickt, wo es im Umfeld des schwedischen Stützpunkts Erfurt von den Einwohnern Kontributionen auspresste. Seine Leute plünderten den Ort Schlotheim und raubten auf der Hainleite viele flüchtige Bewohner aus. Im Mai kam sein Regiment nach Franken, Mitte des Jahres zog er unter Gallas nach Pommern, der die Schweden mit seiner und Hatzfelds Armee an die Ostseeküste zurückgedrängte und versuchte, sie in ihren Küstenfestungen einzuschließen. Anfang Juni 1638 wurde Bruays Regiment in seinem Quartier im Hochstift Minden von den Schweden angegriffen, wobei es schwere Verluste erlitt. Am 7. November 1638 überfiel Bruay 12 schwedische Kompanien bei Goldberg in Mecklenburg und bereits am nächsten Tag zusammen mit Jan van der Croon weitere zwei schwedische Regimenter bei Boizenburg an der Elbe. Im Dezember handelte er in Lübbecke mit den Schweden ein Ranzionierungskartell aus, mit dem der Austausch von Gefangenen geregelt wurde.

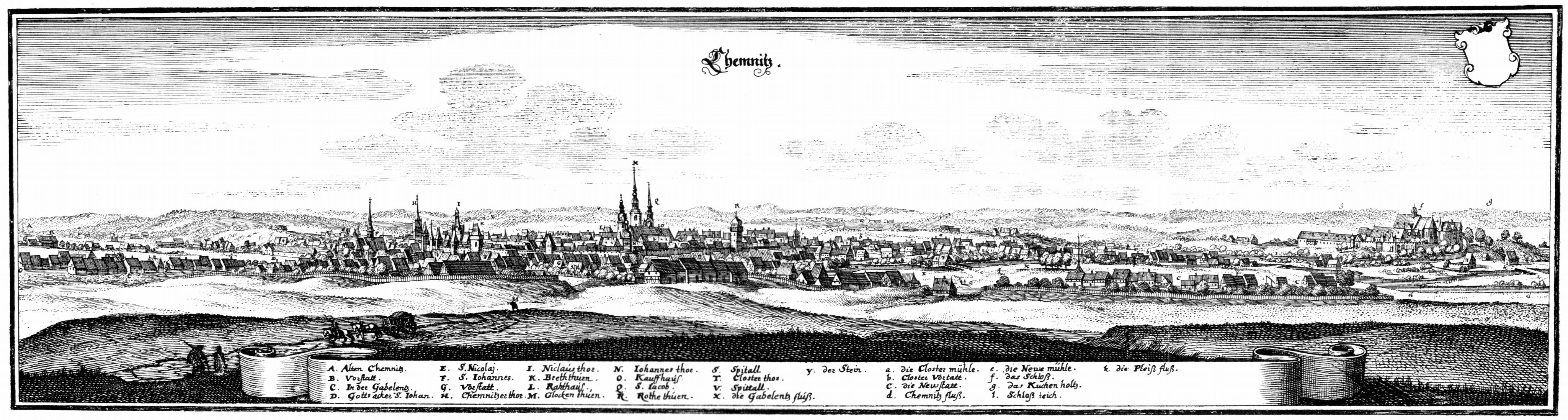
Bei Chemnitz geriet Bruay 1639 in schwedische Gefangenschaft

Nach dem kaiserlichen Rückzug aus Pommern und dem schwedischen Vorstoß nach Sachsen Anfang 1639 unterstützte Bruay den sächsischen Befehlshaber Rudolph von Marzin bei der Verteidigung des Kurfürstentums. Mit einem Vortrupp erreichte Bruay Ende März das belagerte Freiberg und schlug vier schwedische Regimenter in die Flucht, woraufhin die Schweden die Belagerung aufhoben. Daraufhin wurde er am 1. April zum Generalwachtmeister befördert. Kurz darauf geriet er jedoch in der Schlacht bei Chemnitz in Gefangenschaft, als Marzins sächsisch-kaiserliche Armee nach der Verfolgung der Belagerer Freibergs plötzlich auf die gesamte schwedische Armee traf und schwer geschlagen wurde. Kaiser Ferdinand III. schlug Gallas vor, Bruay gegen den gefangenen schwedischen Obristen Maximilian von Herberstein auszutauschen. Spätestens im Jahr 1640 war Bruay wieder freigekommen. Während seiner Gefangenschaft hatte man ihn zum Sergeant de bataille ernannt, der die Verantwortung besaß, die Truppen der Armee in Schlachtordnung aufzustellen.

### Kaiserlicher General
Im Winter 1640 wurde Bruay mit starken Kavallerieverbänden in den Westen Böhmens geschickt, um schwedische Einfälle dorthin zu unterbinden. Anfang 1641 erhielt er den Oberbefehl über die gesamte in Böhmen stehende Kavallerie. Als die Schweden unter Johan Banér in die Oberpfalz einfielen, um den Reichstag in Regensburg zu bedrohen, rückten Teile ihrer Streitmacht auch in den Westen Böhmens an die Moldau vor. Bruay musste sich im Februar von Moldauthein nach Tábor zurückziehen, weil der böhmische Landeskommandant Rudolf von Colloredo eine für Bruay vorgesehene Verstärkung von 2000 Mann aus Schlesien eigenmächtig dorthin zurückgeschickt hatte. Als sich die Schweden im März zurückzogen, wurde Bruay an die Donau berufen, um sich ihrer Verfolgung durch Kaiserliche und Bayern unter Piccolominis Oberbefehl anzuschließen. Die Schweden entkamen mit knappem Vorsprung über den Preßnitzer Pass, wo die Kaiserlichen nur die schwedische Nachhut besiegen konnten. Piccolomini schickte Bruay anschließend zum Reichstag, um dort von seinen Erfolgen zu berichten. Im Juli und August schützte Bruay die kaiserliche Besatzung in Wolfenbüttel vor feindlichen Angriffen, indem er die ausgehenden Straßen patrouillierte. Ende August erlitt er dabei nahe der Asseburg eine Niederlage gegen Weimaraner unter Georg Christoph von Taupadel.

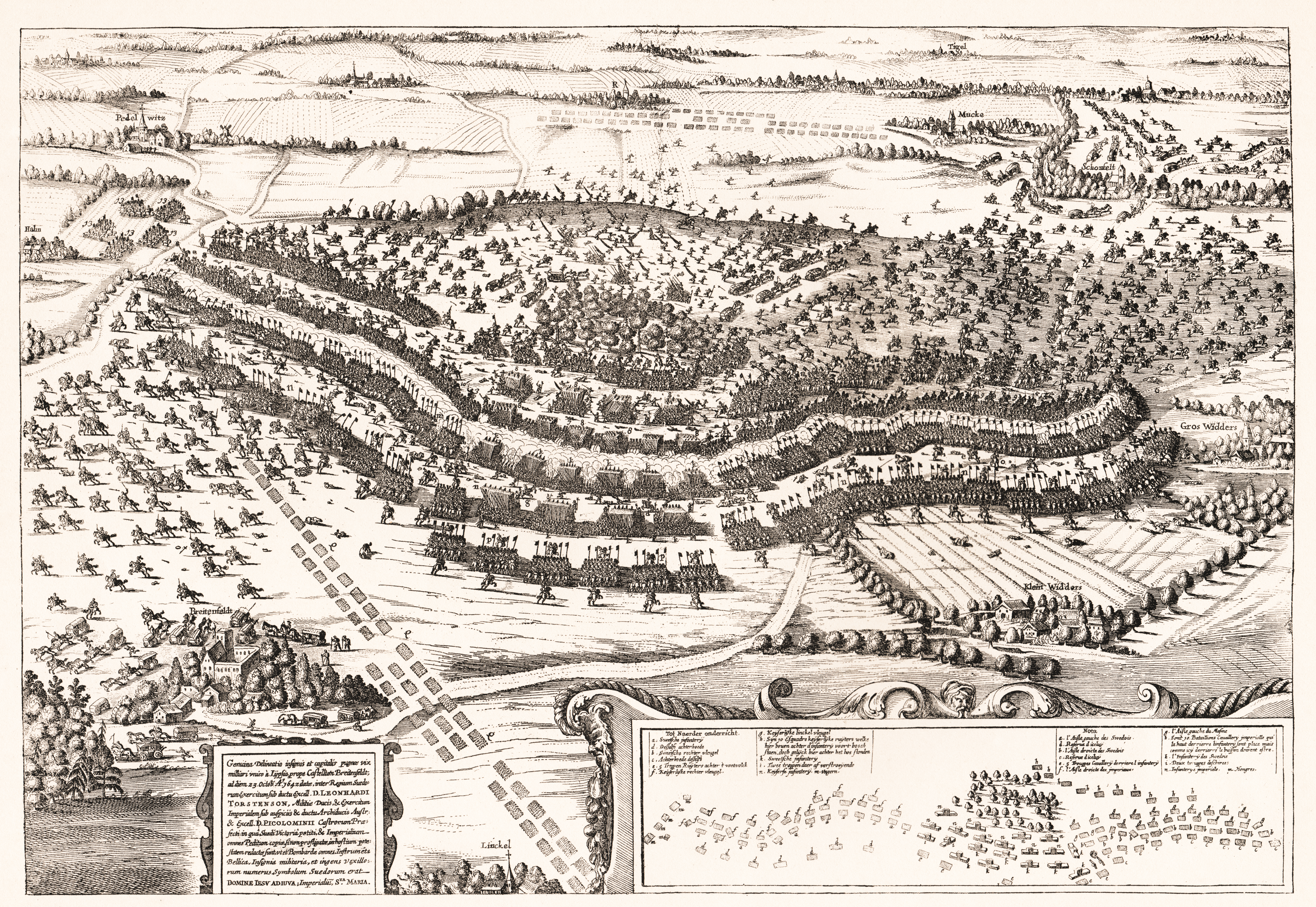
In der Schlacht bei Breitenfeld 1642 befehligte er den rechten Flügel

Anfang 1642 bezog Bruay Quartiere in den Bistümern Würzburg und Bamberg und stieß erst im Juli zur Hauptarmee unter Piccolomini und Erzherzog Leopold Wilhelm. Im Sommer nahm er an der Belagerung Glogaus teil, die der Erzherzog am 12. September aufgab. Anfang November befehligte Bruay zusammen mit Annibale Gonzaga den rechten Flügel der Kaiserlichen in der Zweiten Schlacht bei Breitenfeld. Nach anfänglich großem Erfolg auf ihrer Seite des Schlachtfeldes schickten die Schweden Verstärkung von ihrem eigenen, erfolgreichen rechten Flügel in den Rücken von Bruays und Gonzagas Truppen. Am Ende wurden die Kaiserlichen in die Flucht geschlagen. In der Armee entbrannte ein nationalistisch aufgeladener Streit, ob die Niederlage durch die frühe Flucht des vor allem von deutschen Offizieren unter Puchheim kommandierten kaiserlichen linken Flügels verschuldet war, oder weil dieser unzureichend von der Rechten unter Italienern („Welschen“) wie Bruay und Gonzaga unterstützt wurde. Obwohl der Erzherzog zu den „welschen“ Generälen hielt, verließen mit Ausnahme Bruays bald die meisten von ihnen das kaiserliche Heer.
Im März 1643 wurde Bruay mit einem größeren Reitertrupp vor den Toren von Senftenberg von den Schweden überrascht und konnte sich mit knapper Not hinter die Mauern der Festung retten. Im Mai zog er nach Böhmen, wo er die Hauptarmee unter dem zurückgekehrten Gallas verstärkte. Als den Schweden unter Lennart Torstensson bei Mělník Anfang Juni der Elbübergang gelang und sie nach Mähren vorrückten, hinderte Bruay sie daran, Polička einzunehmen. Nachdem die Schweden Ende des Jahres überraschend mit vorerst unbekanntem Ziel abgezogen waren, folgte das Gallas-Heer ihnen bis Niederschlesien, wo Bruay am 10. November Löwenberg nach kurzem Beschuss einnehmen konnte. Im Dezember rückte er vor Zittau in der Oberlausitz, das sich erst nach förmlicher Belagerung durch die ganze kaiserliche Armee Ende des Jahres ergab.

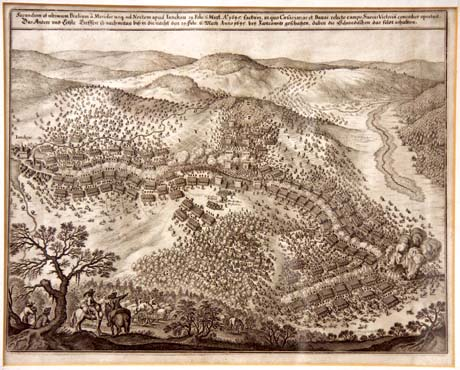
Im März 1645 fand Bruay in der Schlacht bei Jankau den Tod

Bruay trug sich länger mit dem Gedanken, dem Beispiel Piccolominis zu folgen und in spanische Dienste zu wechseln. Der Kaiser hielt Bruay allerdings für unverzichtbar bei der Armee und beförderte ihn im März 1644 zum Feldmarschallleutnant. Vorher hatte er ihm im Januar bereits den Titel eines Kämmerers am Kaiserlichen Hof verliehen. Um die Vorbereitungen des kaiserlichen Feldzuges nach Holstein zur Unterstützung Dänemarks im Torstenssonkrieg gegen die Schweden zu decken, war Bruay Anfang 1644 bei Plauen stationiert und beobachtete das mobile schwedische Korps unter Hans Christoph von Königsmarck; es kam aber zu keinem Feindkontakt. Im Juni vereinigte sich Bruay mit Gallas, der am 22. Juni Zeitz im Sturm einnahm. Im Juli wurde Bruay in Richtung Holstein vorausgeschickt, um den Elbübergang bei Boizenburg zu sichern. Nach der Eroberung Boizenburgs zog er nach Oldesloe und klärte gegen die Schweden auf. Als diese zwischen Rendsburg und Neumünster an den Kaiserlichen auf dem Weg nach Süden vorbeizogen, nahm Bruay die Verfolgung auf. Auf dem Rückweg gelang Bruay im September ein erfolgreicher Angriff auf Königsmarck. Als die Kaiserlichen Ende November in Magdeburg eingeschlossen wurden, versuchte Bruay zusammen mit Adrian von Enkevort auf Gallas’ Befehl einen Ausbruch der Kavallerie. Während die Nachhut unter Enkevort am 3. Dezember 1644 in der Schlacht bei Jüterbog von den Schweden eingeholt und gefangen genommen wurde, kämpfte sich Bruay mit dem Rest bis nach Böhmen durch.
Dort erwarb er im Februar 1645 den Ort Kounice für seine Familie. Am 6. März kämpfte er unter General Hatzfeldt in der Schlacht bei Jankau. Den Schweden unter Torstensson gelang es, die kaiserliche Streitmacht völlig zu zerschlagen. Bruay wurde gefangen genommen, erlag aber kurz nach Ende der Schlacht seinen schweren Verwundungen. Sein einbalsamierter Leichnam wurde am 1. April nach Prag gebracht, wo man ihn in der Kirche der Kapuziner bestattete.